# Win Pe Myint
Win Pe Myint(en birmano:ဝင်းဖေမြင့် , Minbu, Región de Magway, 1948) es un pintor birmano

## Biografía
Interesado en la pintura desde su infancia, lo reconocemos por sus bodegones. Egresó en la Universidad de Rangún en 1970 y se formó con 4 grandes maestros: Lun Gywe, Shwe Oung Thame, Paw Oo Thet, Thein Han.
Trabajó como profesor de arte de 1984 a 1986 y en 2005 abrió un taller en Hlaingthaya donde ha exhibido unas cien obras.